# Evolução do Colégio dos Cardeais sob o pontificado de Pio V
Abaixo está a evolução do colégio de cardeais durante o pontificado de Pio V e a subsequente vaga vaga .

## Composição para consistório
| Consistóro                | 1565-66 | 1572 |
| ------------------------- | ------- | ---- |
| Julho 1517                | 1       |      |
| Consistórios de Leão X    | 1       |      |
| Dezembro 1534             | 1       | 1    |
| Dezembro 1536             | 1       | 1    |
| Dezembro 1538             | 1       | 1    |
| Dezembro 1539             | 1       | 1    |
| Junho 1542                | 2       | 2    |
| Dezembro 1544             | 4       | 2    |
| Dezembro 1545             | 1       | 1    |
| Julho 1547                | 2       | 2    |
| Janeiro 1548              | 1       | 1    |
| Consistórios de Paulo III | 14      | 12   |
| Maio 1550                 | 1       | 1    |
| Dezembro 1551             | 5       | 3    |
| Dezembro 1553             | 2       | 2    |
| Consistórios de Júlio III | 8       | 6    |
| Dezembro 1555             | 4       | 1    |
| Março 1557                | 4       |      |
| Consistórios de Paulo IV  | 8       | 1    |
| Janeiro 1560              | 2       | 1    |
| Fevereiro 1561            | 16      | 10   |
| Dezembro 1563             | 1       | 1    |
| Março 1565                | 20      | 16   |
| Consistórios de Pio IV    | 39      | 29   |
| Março 1566                |         | 1    |
| Março 1568                |         | 3    |
| Maio 1570                 |         | 14   |
| Consistórios de Pio V     |         | 18   |
| Total                     | 70      | 66   |

## Evolução durante o pontificado
| Data                   | Evento                                                                       | Total |
| ---------------------- | ---------------------------------------------------------------------------- | ----- |
| 20 de dezembro de 1565 | Abertura do Conclave de 1565-1566                                            | 70    |
| 6 de janeiro de 1566   | Morte do Cardeal Francisco Gonzaga (27 anos)                                 | 69    |
| 7 de janeiro de 1566   | Eleição papal do Cardeal Antonio Michele Ghislieri, O.P. com o nome de Pio V | 68    |
| 6 de março de 1566     | criação de 1 Cardeais                                                        | 69    |
| 6 de março de 1566     | Michele Bonelli, O.P.                                                        | 69    |
| 29 de abril de 1566    | Morte do Cardeal Jean Suau (63 anos)                                         | 68    |
| 29 de agosto de 1566   | Morte do Cardeal Francesco Crasso (66 anos)                                  | 67    |
| 10 de outubro de 1566  | Morte do Cardeal Tiberio Crispo (68 anos)                                    | 66    |
| 14 de novembro de 1566 | Morte do Cardeal Pier Francesco Ferrero (56 anos)                            | 65    |
| 1 de dezembro de 1566  | Morte do Cardeal Francisco Mendoza de Bobadilla (58 anos)                    | 64    |
| 15 de agosto de 1567   | Morte do Cardeal Angelo Nicolini (65 anos)                                   | 63    |
| 6 de janeiro de 1568   | Morte do Cardeal Clemente d'Olera, O.F.M. (66 anos)                          | 62    |
| 24 de março de 1568    | criação de 4 Cardeais                                                        | 66    |
| 24 de março de 1568    | Diego Espinoza                                                               | 66    |
| 24 de março de 1568    | Jérôme Souchier, O.Cist.                                                     | 66    |
| 24 de março de 1568    | Giovanni Paolo della Chiesa                                                  | 66    |
| 24 de março de 1568    | Antonio Carafa                                                               | 66    |
| 27 de abril de 1568    | Morte do Cardeal Giovanni Michele Saraceni (69 anos)                         | 65    |
| 30 de abril de 1568    | Morte do Cardeal Ludovico Simonetta (68 anos)                                | 64    |
| 6 de maio de 1568      | Morte do Cardeal Bernardo Salviati (60 anos)                                 | 63    |
| 14 de novembro de 1568 | Morte do Cardeal Francesco Abundio Castiglioni (60 anos)                     | 62    |
| 19 de novembro de 1568 | Morte do Cardeal Vitellozzo Vitelli (37 anos)                                | 61    |
| 11 de dezembro de 1568 | Morte do Cardeal Gianbernardino Scotti, C.R. (75 anos)                       | 60    |
| 28 de janeiro de 1569  | Morte do Cardeal Gianantonio Capizucchi (54 anos)                            | 59    |
| 25 de janeiro de 1570  | Morte do Cardeal Philibert Babou de la Bourdaisière (57 anos)                | 58    |
| 8 de abril de 1570     | Morte do Cardeal Giovanni Battista Cicala (59 anos)                          | 57    |
| 17 de maio de 1570     | criação de 16 Cardeais                                                       | 73    |
| 17 de maio de 1570     | Marco Antonio Maffei                                                         | 73    |
| 17 de maio de 1570     | Gaspar Cervantes                                                             | 73    |
| 17 de maio de 1570     | Giulio Antonio Santori                                                       | 73    |
| 17 de maio de 1570     | Pierdonato Cesi                                                              | 73    |
| 17 de maio de 1570     | Carlo Grassi                                                                 | 73    |
| 17 de maio de 1570     | Charles d'Angennes de Rambouillet                                            | 73    |
| 17 de maio de 1570     | Felice Peretti di Montalto, O.F.M.Conv. (Futuro Papa Sisto V)                | 73    |
| 17 de maio de 1570     | Giovanni Aldobrandini                                                        | 73    |
| 17 de maio de 1570     | Girolamo Rusticucci                                                          | 73    |
| 17 de maio de 1570     | Giulio Aquaviva d'Aragona                                                    | 73    |
| 17 de maio de 1570     | Gaspar de Zúñiga y Avellaneda                                                | 73    |
| 17 de maio de 1570     | Nicolas de Pellevé                                                           | 73    |
| 17 de maio de 1570     | Archangelo de 'Bianchi, O.P.                                                 | 73    |
| 17 de maio de 1570     | Paolo Burali d'Arezzo, C.R.                                                  | 73    |
| 17 de maio de 1570     | Vincenzo Giustiniani, O.P.                                                   | 73    |
| 17 de maio de 1570     | Gian Girolamo Albani                                                         | 73    |
| 3 de junho de 1570     | Morte do Cardeal Luigi Pisani (48 anos)                                      | 72    |
| 28 de junho de 1570    | Morte do Cardeal Francesco Pisani (76 anos)                                  | 71    |
| 2 de janeiro de 1571   | Morte do Cardeal Gaspar de Zúñiga y Avellaneda (64 anos)                     | 70    |
| 25 de março de 1571    | Morte do Cardeal Carlo Grassi (52 anos)                                      | 69    |
| 10 de novembro de 1571 | Morte do Cardeal Jérôme Souchier, O.Cist. (63 anos)                          | 68    |
| 14 de dezembro de 1571 | Morte do Cardeal Lorenzo Strozzi (48 anos)                                   | 67    |
| 17 de março de 1572    | Morte do Cardeal Marco Antonio Amulio (66 anos)                              | 66    |
| 1 de maio de 1572      | Morte do Papa Pio V (68 anos)                                                | 66    |
| 12 de maio de 1572     | Abertura do Conclave de 1572                                                 | 66    |
| 13 de maio de 1572     | Eleição papal do Cardeal Ugo Boncompagni com o nome de Gregório XIII         | 65    |